# Kalevi Huuskonen
Kauko Kalevi Huuskonen, né le 21 avril 1932 à Vesanto, mort le 7 janvier 1999, est un biathlète finlandais. 

## Biographie
En 1961, il a obtenu la médaille d'or de l'individuel 20 km aux Championnats du monde. Le biathlète est désigné sportif finlandais de l'année 1961.